# Regenbogenkolibri
Der Regenbogenkolibri (Coeligena iris), auch Auroramusketier oder Grünroter Andenkolibri seltener Grünrotandenkolibri oder Regenbogen-Waldnymphe, ist eine Vogelart aus der Familie der Kolibris (Trochilidae), die in Ecuador und Peru vorkommt. Der Bestand wird von der IUCN als „nicht gefährdet“ (least concern) eingeschätzt.

## Merkmale
Der Regenbogenkolibri erreicht eine Körperlänge von etwa 12,5 bis 15 cm bei einem Gewicht der Männchen von ca. 6,7 bis 8,8 g und der Weibchen von ca. 6,0 bis 8,1 g. Das Männchen hat einen langen geraden schwarzen Schnabel. Der schwarze Kopf hat einen feurig glitzernden gelbgrünen vorderen Oberkopf, eine Farbe die an der Krone ins Goldgelb bis Blau übergeht. Hinter dem Auge befindet sich ein weißer Fleck. Die Oberseite ist schwärzlich mit einem grünen Schimmer. Der hintere Bereich der Oberseite ist kastanienfarben. Die Kehle glitzert smaragdgrün und weist violette Flecken auf. Der hintere Bereich der Unterseite sowie die Unterschwanzdecken sind kastanienfarben. Der gegabelte Schwanz ist gleichmäßig kastanienfarbig. Das Weibchen ähnelt dem Männchen, doch hat es einen längeren Schnabel und die gesamte Färbung wirkt weniger metallisch. Der Schwanz ist weniger gegabelt. Jungvögel ähneln in der Färbung den Weibchen.

## Verhalten und Ernährung
Der Regenbogenkolibri bezieht seinen Nektar aus einer großen Vielzahl von blühenden Pflanzen der Gattungen Embothrium aus der Familie der Silberbaumgewächse, der Gattungen der Fuchsien und der Veilchensträucher, der Gattung Mutisia aus der Familie der Korbblütler, der Gattungen Salbei und Tillandsien und der Art Siphocampylos giganteus. Als sogenannter Trapliner fliegt er regelmäßig in rascher Folge Blüten dieser Pflanzen an. Gelegentlich wurde er auch an Eukalypten beobachtet. Insekten jagt er im Flug. Seine Nahrung sucht er in den relativ tiefen Straten in 2 bis 4 Metern über dem Boden.

## Fortpflanzung
Die Brutzeit des Grünroten Andenkolibris ist von November bis Januar. Das kelchförmige Nest besteht aus Moos, Flechten und einigen kleinen Zweigen. Dieses kleidet er mit weichem Pflanzenmaterial wie Fasern und Bromeliensamen aus. Das Nest wird an einem kleinen gegabelten Zweig angebracht. Sonst ist wenig über das Brutverhalten bekannt.

## Lautäußerungen
Der Gesang besteht aus einem dünnen, metallischen Schnattern. Auch anwachsendes und abflachendes Rasseln und piepsige Töne gehören zum Repertoire, das der Regenbogenkolibri oft bei Hochgeschwindigkeitsjagden im Flug von sich gibt. Ebenso gibt er einzelne tsit- und tip-Töne von sich.

## Verbreitung und Lebensraum

Verbreitungsgebiet des Regenbogenkolibris

Der Regenbogenkolibri bevorzugt die Ränder von feuchtem und trockenerem Nebelwald, Gärten und Auengestrüpp in Höhenlagen zwischen 1700 und 3300 Metern, gelegentlich zwischen 1500 und 3500 Metern. In Peru, im Nationalpark Huascarán wurde er sogar in 4000 Metern beobachtet.

## Unterarten
Bisher sind sechs Unterarten bekannt:
- Coeligena iris hesperus (Gould, 1865)[3] kommt im südlichen zentralen Ecuador vor. Das Männchen hat einen dunklen goldenen Oberkopf mit blauem Mittelstreifen. Der Rücken ist goldengrün, die Unterseite grün mit kleinen violetten Kehlflecken. Der Schwanz ist kastanienfarben mit bronzefarbenen Spitzen. Das Weibchen wirkt farblich matter am hinteren Oberkopf und der Oberseite.[1]
- Coeligena iris iris (Gould, 1853)[4] – die Nominatform ist in der Provinz Loja und der Region Piura verbreitet.
- Coeligena iris aurora (Gould, 1853)[4] kommt in den Provinzen Cajamarca und Cutervo vor. Das Männchen hat einen türkisen Oberkopf mit goldenen Federspitzen. Der Nacken ist schwarz, der Rest der Oberseite hell kastanienfarben. Kinn und Kehle sind türkisfarben, der Rest der Unterseite hell kastanienfarben. Das Weibchen ist ähnlich, hat aber eine etwas weniger feurige Farbtönung.[1]
- Coeligena iris flagrans Zimmer, JT, 1951[5] ist im Nordwesten der Region Cajamarca verbreitet. Die Unterart ist ähnlich zur Nominatform, doch sind der Nacken und Rücken kupferfarben und der hintere Oberkopf mit roter Tönung.[1]
- Coeligena iris eva (Salvin, 1897)[6] ist im Süden der Regionen Cajamarca und La Libertad verbreitet. Das Männchen hat einen gelblich grünen vorderen Oberkopf, die Mitte des Oberkopfs ist dunkel violett. Nacken und Rücken sind kupferfarben. Das Kinn, die Kehle und die Brust sind smaragdgrün. Es fehlen die violetten Kehlflecken. Der Rest der Unterseite ist kastanienfarben. Das Weibchen ist kupferfarben grün am Kopf. Die Unterseite ist heller als beim Männchen.[1]
- Coeligena iris fulgidiceps (Simon, 1921)[7] ist östlich des Río Marañón verbreitet. Die Subspezies ist ähnlich zur Nominatform, doch ist der Nacken und Rücken schwärzlicher. Generell wirkt die Färbung etwas dunkler kastanienfarben.[1]

Problematisch ist die von Heinrich Gottlieb Ludwig Reichenbach 1854 benannte Art Coeligena warszewizii, die als Synonym für C. i. aurora steht, da beide fast zeitgleich publiziert wurden und keine genauen Publikationsdaten bekannt sind. Diphlogaena iris hypocrita Simon, 1921 ist ein Synonym für C. i. fulgidiceps.

## Migration
Das Zugverhalten des Grünroten Andenkolibris ist bisher nicht erforscht. Es wird aber vermutet, dass er ein Standvogel ist.

## Etymologie und Forschungsgeschichte
Die Erstbeschreibung des Grünroten Andenkolibris erfolgte 1853 durch John Gould unter dem wissenschaftlichen Namen Helianthea Iris. Die Typusexemplare hatte Gould von Józef Warszewicz (1812–1866), der diese an den Osthängen der Anden gesammelt hatte. Später wurde die Art der Gattung Coeligena zugeordnet, die bereits 1833 von René Primevère Lesson eingeführt worden war. Das Wort Coeligena leitet sich aus den lateinischen Wörtern coelum bzw. caelum für „Himmel“ und genus für „Nachkomme“ ab. Der Artname iris leitet sich vom griechischen ίρις, ίριδος íris, íridos für „Regenbogen“ ab. Iris aus der griechischen Mythologie personifiziert den Regenbogen. Das lateinische aurora bedeutet „dämmern, Osten“. Das griechische ἕσπερος hésperos bedeutet „Abendstern, Westen“. Flagrans leitet sich von flagrantis, flagrare für „leuchtend, brennend, brennen“ ab. Welcher Frau Salvin eva widmete, ist aus seiner Beschreibung nicht ersichtlich, doch könnte es sein, dass er den Artnamen der Subspezies Eva Mary Godman (1895–1965), der Tochter seines Freundes Frederick DuCane Godman widmete. Fulgidiceps ist ein lateinisches Wortgebilde aus fulgidus, fulgere für „glitzern, scheinen“ und -ceps,  caput, capitis für „-köpfig, kappig, Kopf“. Warszewizii ist dem Sammler Józef Warszewicz gewidmet. Hypocrita leitet sich vom griechischen ὑποκριτής hypokritḗs für „Schauspieler, Deklamator“ ab.